# Бульвар Лёни Голикова
Бульвар Лёни Голикова — одна из улиц Великого Новгорода. Находится в историческом районе Антоново.
Проходит от Донецкой до Большой Московской улицы. Протяжённость 295 м.
Был образован решением Новгорисполкома 27 апреля 1970 года. Название получил по имени родившегося в Новгородской области подростка-героя Лёни Голикова.

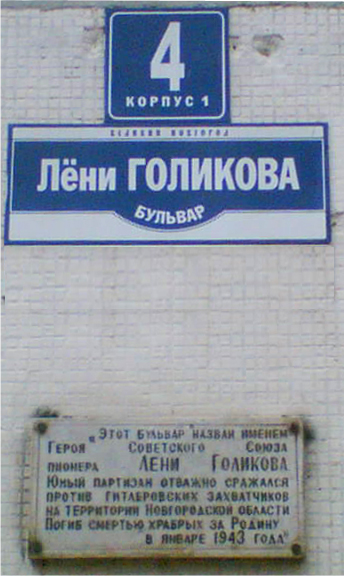
Памятная доска на одном из домов

Застроен многоквартирными жилыми домами.